# Гольденвейзер Олександр Борисович
Олександр Борисович Гольденвейзер (10 березня 1875, Кишинів  — 26 листопада 1961, селище Миколіна Гора Одинцовський район, Московська область) — радянський піаніст, педагог, композитор, громадський діяч. Доктор мистецтвознавства (1940), Народний артист СРСР (1946), лауреат Сталінської премії (1947).

## Життєпис
Народився в Кишиневі в родині адвоката Бориса Соломоновича Гольденвейзера.
Закінчив в 1895 році Московську консерваторію по класу фортепіано П. А. Пабста (раніше займався в А. І. Зілоті), в 1897 році по класу композиції М. М. Іпполітова-Іванова. Учився також композиції в А. С. Аренського й контрапункту в С. І. Танєєва.
Працював учителем музики при московському сирітському інституті Імператора Миколи І. В 1907 році виступав у складі Московського тріо, заміняючи піаніста Давида Шора.
В 1906—1961 роках — професор Московської консерваторії по класу фортепіано.
В 1936—1939 роках — завідувач кафедрою фортепіано, в 1918—1922 й 1932—1939 роках заступник директора (проректор), в 1922—1924 й 1939—1942 роках — директор (ректор) Московської консерваторії.
Творець однієї з найбільших радянських піаністичних шкіл. Серед учнів Гольденвейзера: С. Є. Фейнберг, Т. П. Ніколаєва, Г. Р. Гінзбург, Д. Б. Кабалевський, Д. А. Башкіров, Л. Н. Берман, Р. В. Тамаркіна, І. Й. Кац та інші.
Автор трьох опер («Бенкет під час чуми» (за О. С. Пушкіним), «Співці», «Весняні води» (за І. С. Тургенєвим), кантати «Світло Жовтня», камерно-інструментальних ансамблів, фортепіанних п'єс, романсів (усього понад 40 музичних творів). Автор ряду критичних статей, мемуарів.
Похований на Ваганьковському цвинтарі.